# 飾鱗銀帶鯡
飾鱗銀帶鯡為輻鰭魚綱鲱形目鲱科的其中一種，分布於南澳大利亞海域，棲息深度可達50公尺，體長可達12公分，棲息在沿海，可做為食用魚，生活習性不明。

## 擴展閱讀
維基物種上的相關：飾鱗銀帶鯡